# Lista de membros da Elite e da Liga da Justiça Elite
A Liga da Justiça Elite é uma equipe de super-heróis criada por Joe Kelly e Doug Mahnke. Suas origens remontam a 2001, com a publicação da história What's so funny about Truth, Justice & the American Way?, aonde foi retratada, pela primeira vez, a equipe conhecida como Elite, liderada por Manchester Black. Embora Black tenha se suicidado após os eventos narrados no arco de história A Batalha Final, publicado no ano seguinte, a equipe continuou operando, passando a ser liderada por sua irmã, Vera. Na 100ª edição da revista JLA, estrelado pela Liga da Justiça, as equipes se enfrentaram Ao final, iniciou-se uma discussão sobre as atitudes meramente reativas da Liga - e heróis como Flash e Arqueiro Verde optaram por se unir à Vera na criação de uma nova equipe, uma reformulação da Elite intitulada "Liga da Justiça Elite".

## Elite
- Manchester Black, nativo do Reino Unido, dono de forte sotaque e trajando uma blusa estampando a Union Jack, Black é o líder da equipe. Embora pouco tenha sido revelado sobre o passado do personagem, é insuado que, durante sua infância, sofreu repetidos abusos, físicos e sexuais, por parte de seus pais. O próprio viria a dizer que tais experiências fizeram com que odiasse os "heróis tradicionais", em especial aqueles que, como Superman, acreditavam em conceitos de moral elevada, como não matar sob nenhuma circunstância.[1] Ao final dos eventos de Ending Battle, ele se suicida após constatar que se tornou "um maldito supervilão", igual aos que tentava combater.[2]
- Fusão a frio, jovem negro dotado da capacidade de manipular o campo eletromagnético. Superman acabou se tornando sua inspiração-mor para tornar-se um super-herói.
- Zoológica é uma jovem vítima de experimentos governamentais que lhe concederam uma "armadura" simbiótica extraterrestre.[3] É posteriormente lobotomizada por Manchester Black durante a saga A Batalha Final e entra em coma.[4]
- Chapéu, alcoolatra e dono de um chápeu dotado de poderes mágicos de origem desconhecida, mas que lhe concede a capacidade de controlar os mais diversos elementos, além de criar ao seu redor um campo místico que o protege de danos físicos.[5] Ele eventualmente sai do time após a entrada de Vera Black;
- Coelhinha, uma colônia de bactérias que, ao ser trazida pela Elite do seu universo, tornou-se uma fortaleza flutuante. É o equivalente da Elite à Balsa do The Authority. Embora seja exibida apenas rapidamente, é possível notar que, entre os diversos itens contidos ali, encontra-se Excalibur e o esqueleto do mitológico Pégaso.[6]

## Manchester Black
Black se manteve presente nas histórias de Superman após Olho por olho?, aparecendo como membro do Esquadrão Suicida durante o evento conhecido como Mundos em Guerra e como a mente por trás dos simultâneos ataques à Superman na saga A Batalha Final. Black nasceu no Reino Unido, conforme mostra seu característico sotaque e o uso de uma camiseta contendo a Union Flag. Pouco foi revelado sobre seu passado, mas entre as insinuações que o mesmo fez sobre sua infância, inclui-se o fato de que ele teria sido abusado física e sexualmente por seus pais durante sua infância e pré-adolescência. Manchester cresceu odiando os heróis mais tradicionais, em especial aqueles que, como Superman, possuíam crença em conceitos morais como nunca matar sob quaisquer circunstâncias, pois acreditava que a única forma de realmente acabar com o mal provocado pelos vilões seriam matando-os.
Durante a sega Mundos em Guerra, Black apareceu em Adventures of Superman #593, ao ser contratado pelo então presidente dos Estados Unidos, Lex Luthor, que desejava que Black liderasse uma nova versão do Esquadrão Suicida, que teria entre seus membros Químio, Plasmus, Shrapnel e Aço (John Henry Irons). A missão daquele esquadrão seria encontrar e soltar o monstro Apocalipse contra o conquistador galáctico Imperiex, causador do conflito que dava mote à saga. Entretanto, Apocalipse, ao ser solto, teria assassinado toda a equipe - com a exceção de Black, que, fugiu pouco após "reprogramar" a mente de Apocalipse, fazendo com que o ódio que ele sentia por Superman fosse redirecionado à Imperiex.
A aparição final de Black se deu durante a saga A Batalha Final, que foi publicado em todos os títulos de Superman durante os meses de Novembro e Dezembro de  2002. Nessa saga, Black controlou mentalmente dúzias de supervilões, revelando-os a identidade secreta de Superman e enviando-os atrás de todas as pessoas que herói já conheceu, desde amigos como Lana Lang e Pete Ross até o dentista de Clark Kent. Após conseguir finalmente conter os vilões, Superman encontra Black, e vê que ele havia invadido seu apartamento e assassinado sua esposa, Lois Lane. Black provoca Superman, tentando fazer com que ele o assassine e abandone suas crenças. Mas Superman resiste à tentação de matá-lo, e ainda diz que devotará o resto de sua vida a manter os vilões atrás das grades, não dentro de necrotérios.
Impressionado com a força de vontade de Superman, Black desfaz seus truques mentais, e revela que Lois ainda está viva. Black estava apenas tentando fazer com que Superman ficasse numa posição que forçasse ele a matar um homem. Black então faz com que todos os vilões esqueçam quem Superman realmente é, para então se suicidar.

## Cronologia
A sucessão de "Elite" para "Liga da Justiça Elite" transcorreu numa série de histórias publicadas entre 2001 e 2004 pela DC Comics, todas escritas por Joe Kelly.
| Personagem       | Evento                | Evento                  | Evento                 | Evento          | Evento                            |
| Personagem       | Olho por olho? (2001) | Mundos em Guerra (2001) | A Batalha Final (2002) | JLA #100 (2004) | Liga da Justiça Elite (2004–2005) |
| ---------------- | --------------------- | ----------------------- | ---------------------- | --------------- | --------------------------------- |
| Manchester Black |                       |                         |                        |                 |                                   |
| Fusão a frio     |                       |                         |                        |                 |                                   |
| Chapéu           |                       |                         |                        |                 |                                   |
| Zoológica (I)    |                       |                         |                        |                 |                                   |
| Zoológica (II)   |                       |                         |                        |                 |                                   |
| Vera Black       |                       |                         |                        |                 |                                   |

## Liga da Justiça Elite
Compõem a equipe durante os eventos narrados na minissérie Liga da Justiça Elite:
- Vera Black, irmã de Manchester, Vera vê a Liga como um meio de redimir as ações de seu irmão;
- Fusão a Frio;
- A segunda Zoológica;
- Corvo Manitu;
- Arqueiro Verde
- Flash
- A esposa de Manitu, Aurora;
- Major Desastre, um ex-vilão que optou por se regenerar após os eventos de Our Worlds at War;
- Kasumi, aparentemente uma mercenária com mais de dois mil assassinatos realizados, mas, na verdade, uma identidade forjada por Batman para que Cassandra Cain, Batgirl à época, se infiltrasse na equipe;
- Naif al-Sheikh, árabe especialista em espionagem.